# South Asian University
South Asian University är ett universitet i Indien.   Det ligger i distriktet New Delhi och delstaten National Capital Territory of Delhi, i den norra delen av landet, 6 km sydväst om huvudstaden New Delhi. South Asian University ligger 220 meter över havet.